# جيرارد كايبر
وُلد جيرارد بيتر كايبر (في 7 ديسمبر من عام 1905 في هولندا) (وتوفي 24 ديسمبر 1973 في المكسيك)، وهو عالم فلك هولندي-أمريكي.

## الاكتشافات
اكتشف كايبر قمرين طبيعيّين لكوكبين في النظام الشمسي، وهما قمر أورانوس المسمى ميراندا وقمر نبتون المسمى نِرييْد. وإضافة إلى ذلك، فقد اكتشف وجود أكسيد الكربون في الغلاف الجوي للمريخ ووجود الميثان في الغلاف الجوي لتايتان قمر زحل، وقد كان ذلك في عام 1944. وقد راد كايبر أيضًا الرصد بالأشعة تحت الحمراء بواسطة أدوات منقولة جوًا، وذلك باستخدام طائرة «كونفاير 990» في الستينيات.
قضى كايبر معظم حياته المهنية جامعة شيكاغو، لكنه انتقل إلى توسن، أريزونا في عام 1960 حيث عمل في «المختبر القمر الكوكبي» ضمن جامعة أريزونا. وقد ظل كايبر مدير المختبر حتى وفاته في عام 1973 عندما كان في عطلة مع زوجته في المكسيك.
قام كايبر في الستينيات بالمساعدة في تحديد مواقع الهبوط على القمر لمراكب برنامج أبولو. وقد اكتشف أيضاً العديد من النجوم الثنائية التي رقمت باسمه، مثل «كاي 79».

## التكريم
- في عام 1947، مُنح كايبر «ميدالية جانسِن» لعلم الفلك من الجمعية الفلكية الفرنسية.
- في عام 1959، مُنح كايبر جائزة «هنري نورّس راسويل» لإلقاء المحاضرت من الجمعية الفلكية الأمريكية.
- في عام 1971، تسلّم كايبر الميداليّة الذهبية من معهد فرانكلين والاتحاد الأمريكي للتقدم العلمي.

وإضافة إلى هذا فقد سمي نسبة إليه: الكوكب الصغير «1776 كايبر» وفوهة كايبر على القمر وعدة فوهات على المريخ وعطارد وأيضاً مرصد طائرة كايبر.
وأكثر التسميات شيوعاً لمنطقة ضخمة من الأجرام الصغيرة الواقعة خلف نبتون هي "حزام كايبر"، وذلك لأن كايبر اعتقد بأنه من الممكن أن منطقة كتلك من الأجرام الصغيرة والمذنبات قد تكوّنت خلف نبتون قبل اكتشافها. لكن بالرغم من هذا فقد اعتقد أيضًا بأن هذه المنطقة لم تعد موجودة بسبب التأثيرات الجذبوية للكواكب عليها ولتفريقها للأجرام الصغيرة، ومن ثم كان يرى أن الأجرام في هذه المنطقة لم تعد موجودة أو بقي القليل منها.
وقد سميت «جائزة كايبر» نسبة إليه أيضاً، وهي أهم وأعلى جائزة يمنحها قسم العلم الكوكبي ضمن الجمعية الفلكية الأمريكية، وهي جمعية دوليّة من علماء كوكبيّين خبراء. وتمنح الجائزة بشكل سنوي للعلماء الذين قاموا بإنجازات طوّرت فهمنا للأنظمة الكوكبية. ويتضمن رابحوا هذه الجائزة: كارل ساغان وجيمس فان آلن ويوجين ميرل شويميكر.

## وصلات خارجية
- جيرارد كايبر نسخة محفوظة 13 يوليو 2014 على موقع واي باك مشين..
- نوافذ على الكون - جيرارد كايبر.
- جائزة كايبر في العلوم الكوكبية.
- الموسوعة البريطانية - جيرارد كايبر (فلكي).
- المختبر القمري والكوكبي: جيرارد بيتر كايبر.
- مرصد كايبر الجوي.